# Lozenets (Boergas)
Lozenets (Bulgaars: Лозенец), (ook: Lozenec of Lozenetz), is een mondaine badplaats in de gemeente Tsarevo in het uiterste zuiden van Bulgarije aan de kust van de Zwarte Zee. Lozenets is in 1924 gesticht door inwoners afkomstig uit het nabijgelegen Velika.
De naam "Lozenets" betekent wijngaarden. Deze naam is gegeven omdat zich op die plaats veel wijngaarden bevonden van het ras Emberli. Emberli is ook een tijdje de naam van de nieuwe nederzetting geweest.
In de winter is Lozenets een slaperig dorp met maar 614 inwoners (peildatum 31 december 2016). In de zomer stromen vooral Bulgaarse toeristen naar de stranden en baaien. Lozenets wordt het Saint Tropez van Bulgarije genoemd omdat het geliefd is door beroemdheden uit de politiek, de media en het zakenleven die Sofia in de zomer inruilen voor Lozenets-aan-zee (om het te onderscheiden van Lozenets-bij-Sofia). Vele van deze bekende Bulgaren bezitten villa's met zicht op zee. De kustlijn is niet ontsierd door hoogbouw zoals in de populairste Bulgaarse bestemmingen voor massatoerisme Slantsjev Brjag (Zonnestrand/Sunny Beach) en Zlatni Piasaci (Goudstrand/Golden Sands). Op enkele kilometers van Lozenets bevinden zich twee grote natuurreservaten: Ropotamo en Strandzha.